# Lamborghini Sesto Elemento
Lamborghini Sesto Elemento (дослівний переклад з італійської — Шостий елемент) — автомобіль компанії Lamborghini на шасі моделі Gallardo. Назва автомобіля вказує на 6-й елемент періодичної таблиці Менделєєва — вуглець, входить до складу вуглецевого волокна, з використанням якого виготовлені шасі автомобіля, колінчастий вал і елементи підвіски. Вперше автомобіль був представлений на Паризькому автосалоні 2010 року.

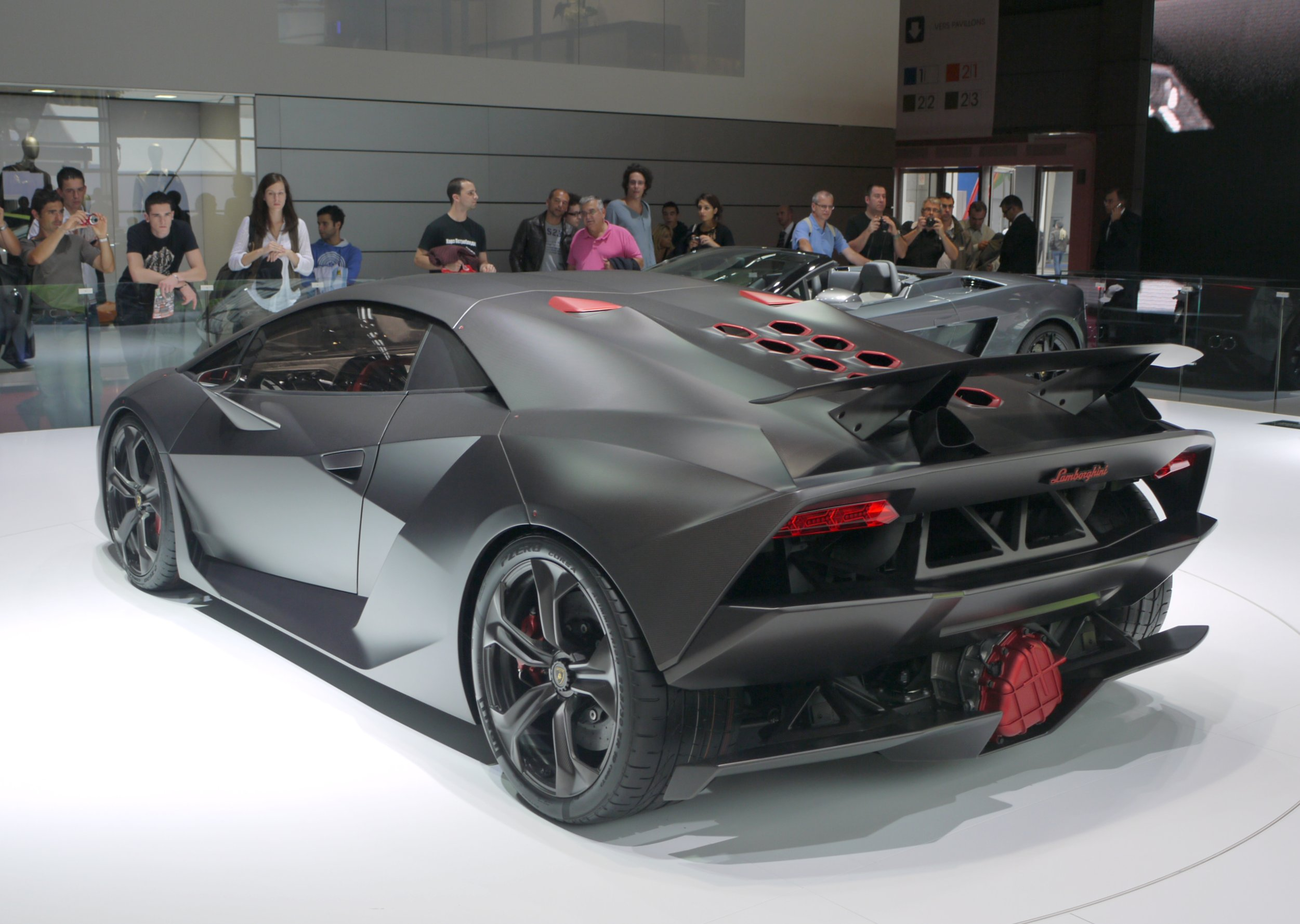

Завдяки використанню вуглепластика вагу автомобіля вдалося знизити до 999 кг, що зробило його найлегшим автомобілем компанії за всю її історію. Питома потужність автомобіля — 600 к.с./т. За заявою Lamborghini, розгін 0-100 км/год займає 2,5 с, максимальна швидкість — 350 км/год.
Двигун і трансмісія були взяті від Gallardo Superleggera. На капоті 2 повітрозабірника, за допомогою яких повітря надходить до двигуна, і 10 воронок, через які з двигуна виходить гаряче повітря.
Появі прототипу передувала допрем'єрна інтрига, яку компанія створила завдяки вдалому ходу з шістьма фотографіями, які показували різні елементи автомобіля, при цьому не розкриваючи його дизайну. Фотографії були показані з певними проміжками, завдяки чому інтерес до моделі загострився.

## Серійна модель
Lamborghini оголосила про плани зробити 20 автомобілів Sesto Elemento в середині 2013 року. Всі вони заздалегідь були продані.

### Двигун
- 5.2 L Lamborghini odd firing V10 570 к.с. 539 Нм